# Antilhas Neerlandesas nos Jogos Olímpicos de Verão de 2008
As Antilhas Neerlandesas participaram dos Jogos Olímpicos de Verão de 2008 em Pequim, na China. O país estreou nos Jogos em 1952 e em Pequim. 
Apesar de os Países Baixos terem decidido em 2010 dissolver o território nos estados autônomos de Curaçao e Sint Maarten, o Comitê Olímpico das Antilhas Neerlandesas não será dissolvido, passando a representar a região onde ficam os dois territórios e as ilhas de Saba, Bonaire e Sint Eustatius.

## Desempenho

### Atletismo
| Atleta           | Prova           | Elims. | Elims. | Quartas | Quartas | Semifinal | Semifinal | Final | Final |
| Atleta           | Prova           | Res.   | Pos.   | Res.    | Pos.    | Res.      | Pos.      | Res.  | Pos.  |
| ---------------- | --------------- | ------ | ------ | ------- | ------- | --------- | --------- | ----- | ----- |
| Churandy Martina | 100 m masculino | 10.35  | 24     | 9.99    | 2       | 9.94      | 4         | 9.93  | 4     |
| Churandy Martina | 200 m masculino | 20.78  | =23    | 20.42   | =10     | 20.11     | 2         | 19.82 | DSQ   |

### Natação
| Atleta          | Prova                | Elim. | Elim. | Semifinal   | Semifinal   | Final       | Final |
| Atleta          | Prova                | Tempo | Pos.  | Tempo       | Pos.        | Tempo       | Pos.  |
| --------------- | -------------------- | ----- | ----- | ----------- | ----------- | ----------- | ----- |
| Rodion Davelaar | 50 m livre masculino | 24.21 | 2     | Não avançou | Não avançou | Não avançou | 57    |

### Tiro
| Atleta        | Prova                        | Qualif. | Qualif. | Final       | Final       | Pos. |
| Atleta        | Prova                        | Res.    | Pos.    | Res.        | Total       | Pos. |
| ------------- | ---------------------------- | ------- | ------- | ----------- | ----------- | ---- |
| Philip Elhage | Pistola de ar 10 m masculino | 566     | 46      | Não avançou | Não avançou | 46   |

Legenda
| Recorde mundial      | Recorde mundial (World record)               |                       | Recorde africano                      | Recorde africano (African) |                                           | Q | Classificado por posição (Qualified) |
| Recorde olímpico     | Recorde olímpico (Olympic record)            | Recorde da América    | Recorde da América (Americas)         | q                          | Classificado por melhor tempo (Qualified) |   |                                      |
| Melhor marca do ano  | Melhor marca do ano (World leading)          | Recorde asiático      | Recorde asiático (Asian)              | DNS                        | Não largou (Did not start)                |   |                                      |
| Recorde nacional     | Recorde nacional (National record)           | Recorde europeu       | Recorde europeu (European)            | DNF                        | Não terminou (Did not finish)             |   |                                      |
| Recorde pessoal      | Recorde pessoal do atleta (Personal best)    | Recorde da Oceania    | Recorde da Oceania (Oceania)          | DSQ / DQ                   | Desclassificado (Disqualified)            |   |                                      |
| Recorde da temporada | Recorde da temporada do atleta (Season best) | Recorde sul-americano | Recorde sul-americano (South America) | NM                         | Sem marca (No mark)                       |   |                                      |